# Shoninki
"Shoninki" o "Escritos del Verdadero Ninjutsu", es una obra escrita en 1681, por una persona identificada como Fujibayashi Masatake o Natori Masazumi, siendo una obra en tres pergaminos con Estrategia y Táctica del Ninjutsu, datadas en el siglo XVII.

## Contexto
Este libro fue escrito para resumir las técnicas utilizadas por los agentes Ninja de la Escuela Kishu Ryu de Ninjutsu, contenidos en tres grandes volúmenes.  Aparentemente los miembros de esa Escuela (Ryu), pertenecían a la Escuela principal de Iga Ryu, quienes lograron escapar a la batalla de Tensho Iga no Ran, correspondiente a la invasión del Lord de la Guerra Oda Nobunaga a la zona de Iga, en la actual Prefectura de Mie, logrando desbandarlos y esparcirlos por todo el territorio japonés. 
El libro versa sobre tres capítulos sobre técnicas de infiltración, Disfraz y Espionaje siendo un texto muy enfocado sobre la manera del Ninja de ver el mundo y para nada en técnicas de lucha con o sin armas.

## Contenido
Una Introducción que versa sobre las conveniencias de la estrategia militar del Ninjutsu, tomar en cuenta las ventajas y desventajas de cada situación y el uso adecuado de la información disponible. 
Un primer volumen titulado "Shoninki Shokan" donde aborda todo lo relacionado con actividades clandestinas tanto para un Ninja o Shinobi como para un grupo,  técnicas de infiltración, escondite y clandestinidad. 
El segundo volumen, llamado "Shoninki Chu" sobre el uso de disfraz, camuflaje, fisonomía, condiciones atmosféricas, y Esoterismo.
El tercer volumen se titula "Shoninki Ge", enfoca y profundiza lo relacionado con la psicología del Espionaje y la manipulación personal.